# Seeschlacht von La Rochelle
In der Seeschlacht von La Rochelle am 22. und 23. Juni 1372 besiegte die französisch-kastilische Flotte die der Engländer.

## Vorgeschichte
Bereits seit 1152 gehörte die Gascogne zum englischen Besitz. Mit dem Frieden von Brétigny von 1360 erhielt England im Hundertjährigen Krieg große Teile des südwestlichen Frankreichs. Damit fiel auch La Rochelle, direkt am Golf von Biskaya hinter der Île de Ré und der Île d’Oléron gelegen, unter englische Herrschaft.
Doch bereits 1369 begann die Rückeroberung durch Frankreich, das Unterstützung für dieses Vorhaben in Kastilien fand. So wurde La Rochelle, als eine der wenigen größeren Hafenstädte, belagert.

## Die Seeschlacht
Die Engländer versuchten deshalb über das Meer Truppennachschub zu leisten, um die Gegenoffensive Frankreichs aufzuhalten. Dabei wurde jedoch die dafür bereitgestellte englische Flotte unter John Hastings, 2. Earl of Pembroke, die das gewährleisten sollte, von einer kastilisch-französischen Flotte unter Admiral Ambrosio Boccanegra vor dem Hafeneingang La Rochelles am 22. Juni 1372 abgefangen. So standen sich dort eine Flotte von 40 englischen Kriegsschiffen einer Flotte von 20 kastilischen Kriegsschiffen gegenüber.
In der darauffolgenden Seeschlacht wartete Admiral Ambrosio Bocanegra darauf, dass die Ebbe kam, um die feindliche Flotte anzugreifen. Das geschah am nächsten Morgen. Die leichteren Schiffe der kastilisch-französischen Flotte waren daraufhin gegenüber den schwereren Schiffen der englischen Flotte haushoch überlegen, weil sie sich im Gegensatz zu den englischen Schiffen unter solchen Umständen bewegen konnten.
So griffen sie daraufhin die englische Flotte mit Bombarden an. Da die englische Flotte sich im Gegensatz zu der kastilischen Flotte nicht bewegen konnte, konnte sie nichts gegenüber dem tödlichen Angriff der feindlichen Flotte ausrichten. 14 Kriegsschiffe wurden so in kürzester Zeit zerstört. Nach diesem Ereignis gab Ambrosio Bocanegra den Befehl, die übrigen feindlichen Schiffe zu überfallen. Die Engländer, in ihrer Unfähigkeit, sich unter diesen Umständen zu wehren und in ihrer Verwirrung wegen dieser Ereignisse, waren dem Angriff hilflos ausgeliefert. Auf diese Weise wurde die englische Flotte systematisch in dieser Seeschlacht vernichtend geschlagen und ihr Befehlshaber John Hastings gefangen genommen. 
Alle Schiffe der englischen Flotte wurden entweder zerstört oder erbeutet, die Besatzungen dieser Schiffe und die Truppenverstärkungen für Frankreich in diesen Schiffen entweder getötet oder gefangen genommen. John Hastings selbst geriet dabei in Gefangenschaft. Die Flotte des Admirals Ambrosio Bocanegra dagegen verlor dank der Handlungen des Admirals in dieser Situation kein Schiff und erlitt nur sehr geringe Verluste an Menschenleben. Zusätzlich erbeutete die kastilische Flotte sehr viel Geld, das die englische Flotte bei sich trug und das für die Truppen in La Rochelle bestimmt war.

## Folgen
Die Niederlage führte dazu, dass Kastilien und Frankreich die Herrschaft über den Atlantik und den Ärmelkanal errangen. Die Gegenoffensive der Franzosen zur Rückeroberung ihrer an England verlorenen Gebiete konnte erfolgreich durchgeführt werden. Fast alle Besitztümer, darunter auch La Rochelle, fielen nach und nach wieder in die Hände Frankreichs, während England durch Angriffe der kastilisch-französischen Flotte auf seine südliche Küste heimgesucht wurde. 
Auch der Handel zwischen England und Flandern wurde gestört. Stattdessen fing der Handel zwischen Flandern und Kastilien an zu blühen und errang so mit der Zeit die führende Position im Außenhandel Flanderns.

## Bibliografie
- Condeminas, Francisco: La marina militar española, 2000, ISBN 84-930472-4-4 (spanisch).
- Fernández Duro, Cesáreo: La marina de Castilla (cap. IX: Batalla de La Rochela), Madrid, 1995, ISBN 978-84-86228-04-0 (spanisch).